# Calcio agli XI Giochi panamericani

L'undicesima edizione del torneo di calcio ai Giochi panamericani si è svolta a L'Avana, Cuba, dal 4 al 13 agosto 1991. Le Nazionali partecipanti sono otto, tutte affiliate alla CONCACAF. A vincere la competizione furono gli Stati Uniti.

## Incontri

### Gruppo A
| Squadra   | P | G | V | N | S | GF | GS | DR  |
| --------- | - | - | - | - | - | -- | -- | --- |
| Messico   | 5 | 3 | 2 | 1 | 0 | 12 | 1  | +11 |
| Cuba      | 4 | 3 | 1 | 2 | 0 | 6  | 3  | +3  |
| Haiti     | 3 | 3 | 1 | 1 | 1 | 13 | 8  | +5  |
| Nicaragua | 0 | 3 | 0 | 0 | 3 | 1  | 20 | -19 |

| Messico | 6 - 1  | Haiti     |
| Cuba    | 4 - 1  | Nicaragua |
| Messico | 6 - 0  | Nicaragua |
| Cuba    | 2 - 2  | Haiti     |
| Haiti   | 10 - 0 | Nicaragua |
| Cuba    | 0 - 0  | Messico   |

### Gruppo B
| Squadra     | P | G | V | N | D | GF | GS | DR |
| ----------- | - | - | - | - | - | -- | -- | -- |
| Stati Uniti | 6 | 3 | 3 | 0 | 0 | 6  | 2  | +4 |
| Honduras    | 3 | 3 | 1 | 1 | 1 | 5  | 4  | +1 |
| Suriname    | 3 | 3 | 1 | 1 | 1 | 4  | 3  | +1 |
| Canada      | 0 | 3 | 0 | 0 | 3 | 3  | 9  | -6 |

| Stati Uniti | 1 - 0 | Suriname |
| Honduras    | 3 - 1 | Canada   |
| Stati Uniti | 2 - 1 | Honduras |
| Suriname    | 3 - 1 | Canada   |
| Honduras    | 1 - 1 | Suriname |
| Stati Uniti | 3 - 1 | Canada   |

### Semifinali
| Arbitro: | Black |

|                                                                           |           |              |
| Sánchez 3’ Ramírez 41’ Noriega 43’ Castañeda 45’ Mascareño 83’ Romero 87’ | Marcatori | 54’ Gallegos |

| L'Avana 11 agosto 1991                                                   | Stati Uniti | 2 – 1 referto | Cuba | Estadio Pedro Marrero |
| \| \| \| \| \| Washington 29’ Reyna 65’ \| Marcatori \| 70’ Bobadilla \| |             |               |      |                       |
|                                                                          |             |               |      |                       |
| Washington 29’ Reyna 65’                                                 | Marcatori   | 70’ Bobadilla |      |                       |

### Finale 3º-4º posto
| L'Avana 13 agosto 1991                          | Cuba      | 1 – 0 referto | Honduras | Estadio Pedro Marrero |
| \| \| \| \| \| Bobadilla 17’ \| Marcatori \| \| |           |               |          |                       |
|                                                 |           |               |          |                       |
| Bobadilla 17’                                   | Marcatori |               |          |                       |

### Finale
| Arbitri: | Seifert Burgos Ramdhan |

| |            | |
| Reyna 34’ Moore 95’ | Marcatori  | 16’ Mariscal |
| · Friedel P · Rast D · 73’ Onalfo D · Lagos C · Burns D · Imler D · Lapper C · Hardy C · Allnut C · 46’ Reyna A · Moore A · Washington A · Snow A | Formazioni | · P Bernal · D Cadena · D Mariscal 97’ · C R. Romero · D C. Romero · D Hernández · C Rangel · C L. Castañeda · C Ramírez · C J. Castañeda · A Noriega · A Mascareño 76’ · A D. Castañeda |
| Osiander | Allenatori | ? |

## Vincitore
| Vincitore                  |
| -------------------------- |
| Stati Uniti Medaglia d'oro |